# Kaori Iida
Pour les articles homonymes, voir Iida (homonymie).
Kaori Iida (飯田 圭織, Iida Kaori), née le 8 août 1981 à Muroran (Hokkaidō, Japon) est une chanteuse japonaise, ex-Morning Musume et ex-idole japonaise du Hello! Project.

## Biographie
Kaori Iida est connue comme membre fondateur du populaire groupe féminin de J-pop Morning Musume avec lequel elle débute en 1997, sélectionnée après une audition dans le cadre de l'émission télévisée Asayan. Elle joue avec ses collègues dans les films Morning Cop en 1998, Pinch Runner en 2000, Nama Tamago et Koinu Dan no Monogatari en 2002.
Elle fait aussi partie du sous-groupe Tanpopo de 1998 à 2002, projet parallèle aux Morning Musume, et participe à de nombreux groupes provisoires et "shuffle units" avec le Hello! Project, dont elle est le membre le plus grand (1,68 m). Elle présente aussi l'émission télé Idol o Sagase! en duo avec Rinne Toda (du groupe affilié Country Musume) de janvier 2000 à mars 2001.
Elle quitte Morning Musume début 2005 pour se consacrer à sa carrière en solo commencée en 2003, dans un registre « chanson méditerranéenne ». Elle est restée leader du groupe pendant près de quatre ans, un record. Kaori Iida tourne également dans des films, téléfilms et publicités avec Morning Musume, participe aux émissions télévisées du H!P, et anime son propre show à la radio. 
Elle dessine, illustre et publie deux livres pour enfants, et réalise les pochettes de ses deux premiers albums solos constitués de reprises de chansons européennes dans leurs langues originales, dont La Vie en Rose, Les Parapluies de Cherbourg, L'aquoiboniste, Aux Champs-Élysées...
Elle collabore avec Shoko Aida (ex-Wink) pour un DVD et un photobook communs, début 2004.
Kaori Iida annonce en juillet 2007 sa grossesse et son mariage avec Kenji, chanteur du groupe masculin 7 House également créé par son producteur Tsunku, et part en congé maternité en septembre. Elle accouche le 22 janvier 2008 d'un garçon, dont elle annonce tardivement en novembre 2008 le décès pour insuffisance rénale survenu quelques mois plus tôt en juillet. Elle reprend ses activités en janvier 2009, mais son départ du H!P est décidé le 31 mars 2009, avec les autres "anciennes" du "Elder Club". Elle continue depuis sa carrière au sein de la maison mère Up-Front et du M-line club.
Elle forme en 2011 le groupe Dream Morning Musume avec ses anciennes collègues de Morning Musume. En mars 2012, elle apparait dans le drama Sūgaku Joshi Gakuen.
En fin d'année, elle annonce être enceinte pour la seconde fois. Le 13 mai 2013, elle donne naissance à un second garçon en bonne santé.
Kaori Iida fait son retour avec un nouvel album solo en juillet 2016 nommé ONDAS contenant des reprises de populaires chansons brésiliennes dans leur langue originale ; cela faisait plus de dix ans qu'elle  n'avait pas sorti d'albums. Celui-ci contient notamment une version bossa nova de Morning Coffee, chanson originale de Morning Musume.
En mai 2017, elle annonce officiellement sa grossesse et accouche d'une fille le 18 septembre suivant.

## Groupes
Au sein du Hello!Project
- Morning Musume (1997-2005)
- Tanpopo (1998-2002)
- Aoiro 7 (2000)
- 10nin Matsuri (2001)
- Odoru 11 (2002)
- Morning Musume Otome Gumi (2003-2004)
- 11WATER (2003)
- H.P. All Stars (2004)
- Hello! Project Akagumi (2005)
- Puripuri Pink (2005)
- Elder Club (2006-2007; 2009)
- Morning Musume Tanjo 10nen Kinentai (2007)

Autres
- Afternoon Musume (2010)
- Ganbarō Nippon Ai wa Katsu Singers (2011)
- Dream Morning Musume (2011-2012)

## Discographie

### En solo
Albums
- 23 avril 2003 : Osavurio ~Ai wa Matte Kurenai~ (オサヴリオ～愛は待ってくれない～?) (reprises)
- 22 octobre 2003 : Paradinome ~Koi ni Mi wo Yudanete~ (パラディノメ ～恋に身をゆだねて～?) (reprises)
- 29 décembre 2004 : Avenir ~Mirai~ (アヴニール～未来～?)
- 21 décembre 2005 : Plein d'Amour ~Ai ga Ippai~ (プラン・ダムール～愛がいっぱい～?)
- 20 juillet 2016 : ONDAS

Singles
- 4 février 2004 : Aegekai ni Dakarete (エーゲ海に抱かれて?)
- 28 juillet 2004 : Door no Mukō de Bell ga Natteta (ドアの向こうでBellが鳴ってた?)

### Avec Morning Musume
Singles
- 3 novembre 1997 : Ai no Tane (愛の種?)
- 28 janvier 1998 : Morning Coffee (モーニングコーヒー?) (+ ré-édition de 2005)
- 27 mai 1998 : Summer Night Town (サマーナイトタウン?) (+ ré-édition de 2005)
- 9 septembre 1998 : Daite Hold On Me! (抱いてHOLD ON ME!?) (+ ré-édition de 2005)
- 10 février 1999 : Memory Seishun no Hikari (Memory 青春の光?) (+ ré-édition de 2005)
- 12 mai 1999 : Manatsu no Kōsen (真夏の光線?) (+ ré-édition de 2005)
- 14 juillet 1999 : Furusato (ふるさと?) (+ ré-édition de 2005)
- 9 septembre 1999 : Love Machine (LOVEマシーン?) (+ ré-édition de 2005)
- 26 janvier 2000 : Koi no Dance Site (恋のダンスサイト?) (+ ré-édition de 2005)
- 17 mai 2000 : Happy Summer Wedding (ハッピーサマーウェディング?)
- 6 septembre 2000 : I Wish
- 13 décembre 2000 : Renai Revolution 21 (恋愛レボリューション21?)
- 25 juillet 2001 : The Peace! (ザ☆ピ~ス!?)
- 31 octobre 2001 : Mr. Moonlight ~Ai no Big Band~ (Mr.Moonlight ~愛のビッグバンド~?)
- 20 février 2002 : Sōda! We're Alive (そうだ! We're ALIVE?)
- 24 juillet 2002 : Do it! Now
- 30 octobre 2002 : Koko ni Iruzee! (ここにいるぜぇ!?)
- 19 février 2003 : Morning Musume no Hyokkori Hyōtanjima (モーニング娘。のひょっこりひょうたん島?)
- 23 avril 2003 : As For One Day
- 30 juillet 2003 : Shabondama (シャボン玉?)
- 6 novembre 2003 : Go Girl ~Koi no Victory~ (Go Girl ~恋のヴィクトリー~?)
- 21 janvier 2004 : Ai Araba It's All Right (愛あらばIT'S ALL RIGHT?)
- 12 mai 2004 : Roman ~My Dear Boy~ (浪漫 ~MY DEAR BOY~?)
- 22 juillet 2004 : Joshi Kashimashi Monogatari (女子かしまし物語?)
- 3 novembre 2004 : Namida ga Tomaranai Hōkago (涙が止まらない放課後?)
- 19 janvier 2005 : The Manpower! (THE マンパワー!!!?)

Albums originaux
- 8 juillet 1998 : First Time (ファーストタイム?)
- 28 juillet 1999 : Second Morning (セカンドモーニング?)
- 29 mars 2000 : 3rd -Love Paradise- (3rd-LOVEパラダイス-?)
- 27 mars 2002 : 4th Ikimasshoi! (4th いきまっしょい!?)
- 26 mars 2003 : No.5
- 8 décembre 2004 : Ai no Dai 6 Kan (愛の第6感?)

Autres albums
- 30 septembre 1998 : Morning Cop - Daite Hold On Me!  (モーニング刑事。～抱いてHOLD ON ME!～?) (mini album)
- 31 janvier 2001 :  Best! Morning Musume 1
- 31 mars 2004 :  Best! Morning Musume 2

(+ autres compilations du groupe)

### Avec Tanpopo
Singles
- 18 novembre 1998 : Last Kiss (ラストキッス?)
- 10 mars 1999 : Motto
- 16 juin 1999 : Tanpopo (たんぽぽ?)
- 20 octobre 1999 : Seinaru Kane ga Hibiku Yoru (聖なる鐘がひびく夜?)
- 5 juillet 2000 : Otome Pasta ni Kandō (乙女 パスタに感動?)
- 21 février 2001 : Koi wo Shichaimashita! (恋をしちゃいました!?)
- 21 novembre 2001 : Ōjisama to Yuki no Yoru (王子様と雪の夜?)

Albums
- 31 mars 1999 :  Tanpopo 1
- 4 septembre 2002 : All of Tanpopo (All of タンポポ?)

(+ autres compilations du groupe)

### Autres participations
Singles
- 8 mars 2000 : Aoi Sports Car no Otoko (青いスポーツカーの男?) (avec Aoiro 7)
- 4 juillet 2001 : Dancing! Natsu Matsuri (ダンシング！夏祭り?) (avec 10-nin Matsuri)
- 26 juin 2002 : Morning Musume Single Medley ~Hawaiian~ (モーニング娘。シングルメドレー～ハワイアン～?) (avec Takagi Boo)
- 3 juillet 2002 : Shiawase Kyōryū Ondo (幸せきょうりゅう音頭？?) (avec Odoru 11)
- 9 juillet 2003 : Be All Right! (壊れない愛がほしいの・GET UP!ラッパー・BE ALL RIGHT!?) (avec 11 Water)
- 18 septembre 2003 : Ai no Sono ~Touch My Heart!~ (愛の園 ~Touch My Heart!~?) (avec Morning Musume Otomegumi)
- 25 février 2004 : Yūjō ~Kokoro no Busu ni wa Naranee!~ (友情 ~心のブスにはならねぇ!~?) (avec Morning Musume Otomegumi)
- 1er décembre 2004 : All for One & One for All! (avec H.P. All Stars)
- 22 juin 2005 : Hitoshirezu Mune wo Kanaderu Yoru no Aki (人知れず 胸を奏でる 夜の秋?) (avec Puripuri Pink)
- 24 janvier 2007 : Bokura ga Ikiru My Asia (僕らが生きる MY ASIA?) (avec Morning Musume Tanjō 10nen Kinentai)
- 8 août 2007 : Itoshiki Tomo e (愛しき悪友へ?) (avec Morning Musume Tanjō 10nen Kinentai)
- 22 juin 2011 : Ai wa Katsu (愛は勝つ?) (avec Ganbarō Nippon Ai wa Katsu Singers)
- 15 février 2012 : Shining Butterfly (シャイニング バタフライ?) (avec Dream Morning Musume)

Albums
- 10 juillet 2002 :  Hawaiian de Kiku Morning Musume Single Collection  (avec "Takagi Boo to Morning Musume, Coconuts Musume, etc")
- 11 février 2004 : Chichukai Sound Scape Vol.1 ~Chichukai Label Best Selection~ (Compilation)
- 20 avril 2011 : Dreams 1 (avec Dream Morning Musume)

(+ compilations diverses)

## Filmographie
Films
- 1998 : Morning Cop
- 2000 : Pinch Runner
- 2002 : Nama Tamago
- 2003 : Koinu Dan no Monogatari
- 2010 : Koisuru Bentou Danshi

Animé
- 2011 : Pink no Bulldog ~Utau Wan Wan~ (Kororo)

## Divers
Comédies musicales et théâtres
- 15-21 mai 2011 : Samurai Banka ~Boushû Bakumastuhen~ (SAMURAI挽歌～房州幕末編～?)

DVD
- 4 février 2004 : Aegekai (エーゲ海) (avec Shoko Aida)
- 24 janvier 2007 : Sharan Q Live Tour 2006 Aki no Ran Zurui Live Live Live
- 2007 : Shounan SPECIAL LIVE 2007 ~Ajisai~ Vol. 6 Iida Kaori

Photobooks
- 1er mai 2002 : Kaori KAORI Kaori (かおりKAORI圭織)
- septembre 2003 : Pocket Morning Musume. (Volume 2) (ポケットモーニング娘。) (avec Natsumi Abe, Mari Yaguchi, Maki Goto)
- 30 janvier 2004 : The Agean Shoko Aida & Kaori Iida (エーゲ海) (avec Shoko Aida)
- 16 mars 2005 : Hello! Project 2005 Winter All-Stars Dairanbu ~A HAPPY NEW POWER! Iida Kaori Sotsugyo Special~ (オールスターズ大乱舞～飯田圭織卒業スペシャル～)

Livres d'illustrations
- décembre 2001 : Kokoro no Sketch Book (心のスケッチブック。)
- décembre 2002 : Lion no Marujan (ライオンのマルジャン) (avec Toshi Kamata)